# فوگو، نیوفاندلند و لابرادور
فوگو، نیوفاندلند و لابرادور (به انگلیسی: Fogo, Newfoundland and Labrador) یک منطقهٔ مسکونی در کانادا است که در جزیره فوگو واقع شده‌است. فوگو ۵٫۹۲ کیلومتر مربع مساحت و ۷۴۸ نفر جمعیت دارد و ۴۳ متر بالاتر از سطح دریا واقع شده‌است.